# 伊拉克武装革命抵抗组织
伊拉克武装革命抵抗组织是伊拉克的馬克思主義武裝組織。

## 歷史
伊拉克武装革命抵抗组织成立于2007年5月，在纳杰夫、希拉、卡尔巴拉等地散发了一份印有切·格瓦拉相片的传单，号召“抵抗美国、英国和以色列的占领军，解放伊拉克，建立一个自由、社会主义、民主的国家”。传单中說到要在伊拉克发动一场抵抗战争，并谴责了“傀儡政府、所谓的议会、恐怖主义的伊斯兰武装、内务部特工、各种伊奸、美国和英国雇傭兵、承包商以及他们的南黎巴嫩军仆从”。传单中还谴责了伊斯兰武装组织在民用設施和場所上進行汽车炸弹和路边炸弹的襲擊，称这是在破坏伊拉克抵抗组织的声誉和伤害伊拉克人。

## 襲擊
至目前為止，該組織已經承認了至少一宗在納傑夫與卡爾巴拉之間針對美軍的襲擊的責任：是次行動的目標發生在Khan Al-Nus地區，目標為一支由承包商組成的護送車隊，他們被稱為「佔領者的特別部隊」。襲擊摧毀一了部車輛，殺死了車上的人員並破壞了另一部車輛。組織並聲言會以「當前安全局势和佔領者對伊斯蘭和世俗勢力的滲透」为考量，繼續其行動。